# Zsúk
Zsúk (1898-ig Zslkócz, szlovákul Žlkovce) község Szlovákiában, a Nagyszombati kerületben, a Galgóci járásban. Vaniga puszta tartozik hozzá.

## Fekvése
Galgóctól 10 km-re északnyugatra, a Vág és a Dudvág széles síkságán fekszik.

## Története
A régészeti leletek tanúsága szerint a falu feletti teraszos részen már a kőkorszakban, mintegy 15000 éve is élhettek emberek. Az 1947-48-ban, 1954-ben, majd 1980 és 1985 között végzett feltárások során a Karkóc és Vágmedence közötti út mellett számos lelet került elő ebből a korból. Az i. e. 5000 körüli időből a Karkóc és Besenyőpetőfalva között húzódó teraszon 1980 és 1985 között használati eszközök és edények maradványait találták meg a régészek. Vaniga közelében a lengyeli kultúra i. e. 4000 körül lakott nagy kiterjedésű települése került elő. 1947-48-ban Zsúk és Ratkóc között a vonaldíszes kerámia népének kultúrájához tartozó újkőkorszaki település maradványait, cseréptöredékeket, valamint a hévmagyarádi kultúrához sorolt késő bronzkori maradványokat tártak fel. Kerültek itt elő római kori barbár sírok és szláv temetkezések is. A leletek többsége a pozsonyi Szlovák Nemzeti Múzeumba, valamint a galgóci múzeumba került.
A mai települést 1229-ben „Such” néven említik először, amikor a nyitrai váruradalomhoz tartozó faluban német hospeseket telepítettek le. 1244-ben és 1258-ban „Suk”, 1268-ban és 1299-ben „Touthsuk”, 1428-ban „Zukovec” alakban szerepel a korabeli forrásokban. 1258-ban határának egy része a manigai johannita templomos lovagrend birtokában állt. A történeti források szerint a nyitrai uradalmon kívül birtokai voltak itt a Horeczky, Uzsovics, Zay, Majthényi, Ocskay családoknak és másoknak is. A török korban a falu a Lipótvár-Nagykosztolány-Maniga háromszögben feküdt és ezen erősségek katonái többször megvédték a területét a török támadásoktól. Súlyos pusztításokat okoztak viszont a járványok. 1581-ben és 1585-ben pestis, 1678-ban tífusz, 1710-ben újra pestis, 1514-ben és 1610-ben éhínség, 1831-ben és 1866-ban pedig kolera pusztította a falu lakosságát. Többször pusztított tűzvész is, 1860-ban például az egész falu leégett. 1715-ben 35, 1720-ban 21 ház állt a községben. 1787-ben 21 háza és 422 lakosa volt. 1828-ban 76 házában 531 lakos élt. 1869-ben 559 lakost számláltak a községben.
Vályi András szerint: „ZLKOCZ. Tót falu Nyitra Várm. földes Urai B. Horetzky, és több Urak, lakosai katolikusok; határja sovány.”
Fényes Elek szerint: „Zslkócz, Nyitra m. tót falu, Ujvároskához 1/2 órányira: 531 kath., 6 zsidó lak. F. u. többen. Ut. p. Galgócz.”
Nyitra vármegye monográfiája szerint: „Zslkócz, tót község a Dudvág jobb partján, 546 r. kath. lakossal. Posta, táviró és vasuti állomás Lipótvár. Kath. temploma 1843-ban épült. A községet több ízben tűzvész pusztította el. A falu 1229-ben „Zuk” (Such) néven említtetik. 1428-ban már Zukovecz név alatt, mint nyitrai várbirtok szerepel. Későbbi földesurai voltak a Horeczkyek, Zayak és Uzsovicsok. Jelenleg id. Ocskay Rezsőnek van itt nagyobb birtoka.”
Az első világháborúban 26 zsúki lakos esett el. A trianoni békeszerződésig Nyitra vármegye Galgóci járásához tartozott.
Lakói közül többen részt vettek a szlovák nemzeti felkelésben, a falu végül 1945. április 2-án szabadult fel.
A hozzá tartozó Vaniga puszta 1743-ban keletkezett, első birtokosa az osztrák Bensky gróf volt. Később több birtokossal is rendelkezett. 1839-ben az Ocskay családnak volt itt lótenyészete. Utolsó birtokosa a Sečansky család, akik 1952-ig gazdálkodtak itt 263 katasztrális hold területen. 1948 után Vaniga teljes területe 38 hektár, melyet 1952-ben felparcelláztak és termelőszövetkezeti termelés kezdődött. Volt itt cigány telep is, melyet 1985-ben számoltak fel. Ma a TKO raktárai találhatók ezen a területen.

## Népessége
| Év:            | 1994. | 2004.   | 2014.   | 2024.   |
| -------------- | ----- | ------- | ------- | ------- |
| Emberek száma: | 624   | 648     | 659     | 627     |
| Eltérés:       |       | +3,84 % | +1,69 % | -4,85 % |

| Év:            | 2023. | 2024.   |
| -------------- | ----- | ------- |
| Emberek száma: | 646   | 627     |
| Eltérés:       |       | -2,94 % |

1910-ben 606, túlnyomórészt szlovák lakosa volt.
2001-ben 605 lakosából 600 szlovák volt.
2011-ben 630 lakosából 621 szlovák.

## Nevezetességei
A Hétfájdalmú Szűzanya tiszteletére szentelt, római katolikus temploma 1811-ben épült klasszicista stílusban. 1843-ban és 1887-ben empire stílusban építették át.

## Külső hivatkozások
- Hivatalos oldal
- E-obce.sk Archiválva 2009. augusztus 13-i dátummal a Wayback Machine-ben
- Községinfó
- Zsúk Szlovákia térképén